# Lalín
Lalín là một đô thị trong tỉnh Pontevedra, Galicia, Tây Ban Nha. Đây là thủ phủ của vùng Deza.